# Louis Thonnard du Temple
Louis Thonnard du Temple est un homme politique français né le 4 novembre 1848 à Loudun (Vienne) et décédé le 13 janvier 1916 à Nice (Alpes-Maritimes).

## Biographie
Louis Thonnard du Temple est né dans une famille d'ancienne bourgeoisie originaire du Poitou, issue d'André Zacharie Thonnard du Temple (+ v.1763), notaire royal à Saint-Leger-de-Montbrillais, (Vienne). 
Propriétaire agriculteur, Louis Thonnard du Temple dirige un élevage de pur-sang. Il est maire de Beuxes de 1881 à 1896, conseiller général du canton de Loudun de 1885 à 1891 et député de la Vienne de 1893 à 1898, siégeant sur les bancs républicains.

## Sources
- « Louis Thonnard du Temple », dans le Dictionnaire des parlementaires français (1889-1940), sous la direction de Jean Jolly, PUF, 1960 [détail de l’édition]